# Демба Ба
Демба Ба (роден 25 май 1985 г.) е бивш сенегалски футболист,нападател. Роден във Франция, Ба започва юношеската си кариера в Порт Отоном дю Хавр, минава през Монтруг и Уотфорд. Дебюта си като професионален играч прави в Руан през 2006 преди да премине в Мускрон. След това през 2007 преминава в немския Хофенхайм. През 2011 бива продаден в Уест Хям, където само за 12 мача става голмайстор на отбора. След като изпадат Ба преминава в Нюкасъл. На 4 януари 2013 г. е финализиран и трансферът му в европейския клубен шампион Челси.

## Клубна кариера

### Ранна кариера
Ба е роден в Севър (предградие на Париж) в семейство със седем деца.   През 1992 г. се присъединява към младежкия отбор Монтгаяр. Играе в Порт Отоном дю Хавр между 1998 – 2000 и след това във Фрильос между 2000 – 2001.
През 2001 семейството му се премества и той се присъединява към отбора Монтруг. Играе там до 2004 г. когато решава, че това ще е негова професия. Изкарва неуспешни проби в Олимпик Лион и Оксер и напуска Франция. Изкарва проби в Барнзли и Уотфорд и получава едногодишен договор от стършелите. След като мениджърът Рей Люингтън бива изгонен, Ба не попада в сметките на новия мениджър и напуска клуба през март 2005 г.

### Руан
Ба пристига заедно с мениджъра Алаин Машел с едногодишен договор. През този сезон Ба се радва на изключително голям успех където за 26 мача отбелязва 22 гола.

### Мускрон
Белгийският клуб преборвва съперниците и подписва с нападателя. След като отбелязва гол в първите си три мача като титуляр Ба получава тежка контузия. След 8 месеца извън игра нападателят отбелязва 7 гола в 9 мача.

### Хофенхайм
На 29 август 2007 г. той преминава в Хофенхайм за сумата от €3 млн. Ба изиграва важна роля за промоцията на Хофенхайм в Бундеслигата. Както и когато Хофенхайм завършват на седма позиция в Бундеслигата. През сезона той отбелязва 14 гола и пропуска само 1 мач през цялата кампания. В тези голове се включва и хеттрика му при 3 – 3 срещу Щутгарт. Във всички турнири за Хофенхайм Ба записва 103 участия и 40 гола. През юли 2009 г. е близо до преминаване в Щутгарт, но не успява да премине медицинските прегледи. През декември същата година Ба преподписва с Хофенхайм до 2013 г.

### Уест Хям
След проблеми с немския отбор и пропадналия трансфер в Стоук Сити, Ба преминава в Уест Хям и подписва три-годишен договор. На 6 февруари 2011 г. прави дебюта си като смяна на мястото на Роби Кийн при загубата с 1 – 0 от Бирмингам. Първият му гол идва 6 дена по-късно при равенството 3 – 3 с Уест Бромич където отбелязва 2 гола. След като чуковете изпадат се активира освобождаващата клауза в договора му като става свободен агент и отказва £50 000 седмична заплата и £500 000 бонуси, за да може да премине в клуб от Премиершип.

### Нюкасъл

#### 2011 – 2012
На 17 юни 2011 г. Ба подписва три-годишен договор с Нюкасъл. Прави дебюта си на 17 август при 0 – 0 срещу Арсенал. Първите голове с чернобялата фланелка идват на 24 септември при победата над Блекбърн с 3 – 1, където отбелязва хеттрик. Отбелязва втория си хеттрик при победата над Стоук Сити с 3 – 1. След добрите си представяния през първия полусезон на шампионата Ба намира място най-добрите 11 за първата половина от сезона и бива избран за играч на месец декември. Добрите му представяния продължават до края на сезона и той завършва кампанията с 16 попадения.

#### 2012 – 2013
Ба започва силно новия сезон като още в предсезонната подготовка отбелязва 2 гола. В първия мач от сезона нападателя отбелязва страхотно попадение срещу Тотнъм при победата с 2 – 1. На 17 септември той отбелязва гол №1000 за Нюкасъл в Английската висша лига. Отбелязва по два гола в мачовете срещу Евертън и Рединг завършили 2 – 2. В договора на Ба има освобождаща клуза на стойност £7 млн. и поражда спекулации за преминаването му в Челси. На 2 януари мениджърът на Нюкасъл Алън Пардю обявява, че футболистът почти сигурно ще премине в лондонския клуб.

### Челси
На 4 януари Ба финализира трансфера си в Челси с договор за 3 години и половина. Така той става първият сенегалски футболист обличал екипа на сините от Лондон.

## Национална кариера
Ба е изиграл 16 мача за Сенегал, в които има 4 отбелязани гола. Дебютния му гол е в мача срещу Танзания през юни 2007 г.

## Статискита
| Клуб              | Сезон             | Шампионат | Шампионат | Купа   | Купа   | Континентални турнири | Континентални турнири | Други турнири | Други турнири | Общо   | Общо   |
| Клуб              | Сезон             | Мачове    | Голове    | Мачове | Голове | Мачове                | Голове                | Мачове        | Голове        | Мачове | Голове |
| ----------------- | ----------------- | --------- | --------- | ------ | ------ | --------------------- | --------------------- | ------------- | ------------- | ------ | ------ |
| Роуен             | 2005 – 06         | 26        | 22        | 0      | 0      | -                     | -                     | -             | -             | 26     | 22     |
| Роуен             | Общо              | 26        | 22        | 0      | 0      | 0                     | 0                     | 0             | 0             | 26     | 22     |
| Мускрон           | 2006 – 07         | 12        | 8         | 0      | 0      | -                     | -                     | -             | -             | 12     | 8      |
| Мускрон           | Общо              | 12        | 8         | 0      | 0      | 0                     | 0                     | 0             | 0             | 12     | 8      |
| Хофенхайм         | 2007 – 08         | 30        | 12        | 0      | 0      | -                     | -                     | -             | -             | 30     | 12     |
| Хофенхайм         | 2008 – 09         | 33        | 14        | 2      | 0      | -                     | -                     | -             | -             | 35     | 14     |
| Хофенхайм         | 2009 – 10         | 17        | 5         | 1      | 0      | -                     | -                     | -             | -             | 18     | 5      |
| Хофенхайм         | 2010 – 11         | 17        | 6         | 3      | 3      | -                     | -                     | -             | -             | 20     | 9      |
| Хофенхайм         | Общо              | 97        | 37        | 6      | 3      | 0                     | 0                     | 0             | 0             | 103    | 40     |
| Уест Хям          | 2010 – 11         | 12        | 7         | 1      | 0      | -                     | -                     | -             | -             | 13     | 7      |
| Уест Хям          | Общо              | 12        | 7         | 1      | 0      | 0                     | 0                     | 0             | 0             | 13     | 7      |
| Нюкасъл           | 2011 – 12         | 34        | 16        | 0      | 0      | -                     | -                     | 2             | 0             | 36     | 16     |
| Нюкасъл           | 2012 – 13         | 20        | 13        | 0      | 0      | 2                     | 0                     | 0             | 0             | 22     | 13     |
| Нюкасъл           | Общо              | 54        | 29        | 0      | 0      | 2                     | 0                     | 2             | 0             | 58     | 29     |
| Челси             | 2012 – 13         | 0         | 0         | 0      | 0      | 0                     | 0                     | 0             | 0             | 0      | 0      |
| Челси             | Общо              | 0         | 0         | 0      | 0      | 0                     | 0                     | 0             | 0             | 1      | 2      |
| Общо за кариерата | Общо за кариерата | 201       | 103       | 7      | 3      | 2                     | 0                     | 2             | 0             | 212    | 106    |

| Общо за кариерата | Общо за кариерата | Общо за кариерата | Общо за кариерата |
| Отбори            | Мачове            | Голове            | Голове на мач     |
| ----------------- | ----------------- | ----------------- | ----------------- |
| Клубни отбори     | 0212              | 0106              | 0,5               |
| Сенегал           | 016               | 04                | 0,25              |
| Общо              | 0228              | 0110              | 0,48              |

## Външни ликове
- BBC Profile Архив на оригинала от 2013-01-17 в Wayback Machine.
- Elitefootball Profile
- Transfermarkt Profile
- ESPN Soccernet Profile[неработеща препратка]